# Aeropuerto de La Orchila
El Aeropuerto de la Orchila es administrado por la Base Aeronaval C/N Antonio Díaz, y se encuentra localizado en el extremo oeste de la isla caribeña de La Orchila, una de las Pequeñas Antillas y una de las Dependencias Federales al norte de la costa del país sudamericano de Venezuela.
Se trata de un espacio asfaltado usado básicamente con fines militares puesto que sirve a una base cercana donde se realizan ejercicios bélicos y debido a que es un área de uso restringido para los civiles, excepto si se obtiene un permiso especial.